# Chevrolet Cheyenne (concept car)
À ne pas confondre avec Rambler Cheyenne ou Chevrolet C/K.

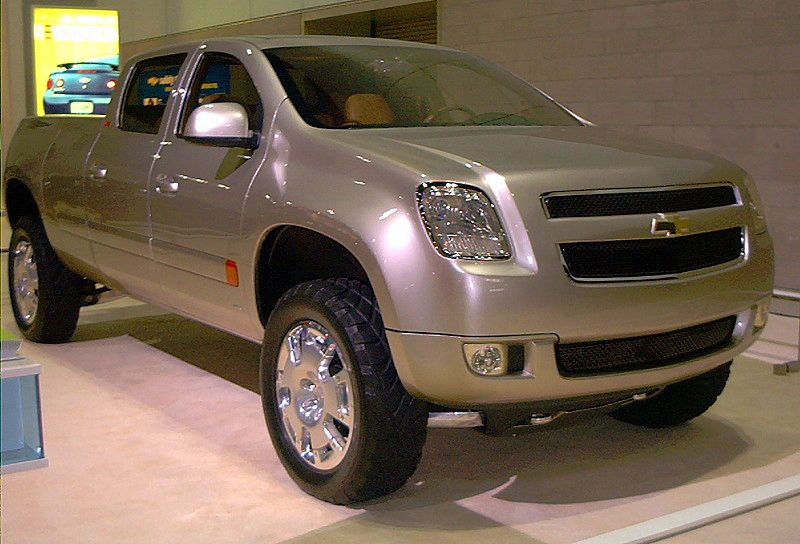
Chevrolet Cheyenne

Le Chevrolet Cheyenne était un concept-car développé par Chevrolet. Il a été présenté pour la première fois au Salon international de l'automobile d'Amérique du Nord 2009. Le Cheyenne avait des conceptions innovantes qui n'étaient pas disponibles dans les véhicules de production de l'époque, comme ses portes d'accès latérales et sa surface de chargement unique. Le pick-up Chevrolet Cheyenne d'origine est né en 1971 avec une date de fin de production en 1998. En 1999, le Silverado a été introduit.

## Nom
American Motors Corporation (AMC) a utilisé le nom pour sa familiale, le Rambler Cheyenne concept, qui été exposée au Salon de l'auto de Chicago 1964.
Ce modèle ne doit pas non plus être confondu avec le nom de la finition Cheyenne, utilisé sur le pick-up Chevrolet C/K avant 1998. Au Mexique, le Chevrolet Cheyenne est également une finition de luxe pour le Chevrolet Silverado qui est également disponible en cabine simple depuis les années 1980, en cabine simple rallongée depuis le modèle de 1998 et en cabine double depuis le modèle de 2005.
Il n'est pas lié au Chevrolet pick-up concept de 2013.

## Innovations
L'espace de chargement du Cheyenne comportait des tiroirs de rangement, semblables à ceux du Honda Ridgeline, mais le Cheyenne avait également des portes d'accès latérales pour charger et décharger la cargaison de chaque côté du véhicule.
L'entrée et la sortie été assistées par une marche d'accès déroulante et l'intérieur comportait une garniture de pavillon en cuir avec un toit ouvrant en verre et en deux parties.
Le moteur du Cheyenne était un moteur V8 suralimenté de 6,0 L développant environ 507 ch (373 kW) et 786 N m de couple. Le véhicule était doté d'une suspension arrière indépendante dotée d'un système de direction à quatre roues Quadrasteer.